# Trois vallées varésines 2023
 (mars 2025).
Les Trois vallées varésines 2023 est la 102e édition de cette course cycliste masculine sur route. Elle a lieu le 3 octobre 2023, sur une distance de 196,54 kilomètres entre Busto Arsizio et Varèse, en Lombardie, en Italie. Elle fait partie du calendrier UCI ProSeries 2023 en catégorie 1.Pro. 

## Présentation

### Équipes
Vingt-six équipes sont au départ de la course : dix-sept équipes UCI WorldTeam et neuf UCI ProTeam.
| WorldTeams (17)- AG2R Citroën Team - Alpecin-Deceuninck - Astana Qazaqstan Team - Bora-Hansgrohe - Cofidis - EF Education-EasyPost - Groupama-FDJ - Ineos Grenadiers - Intermarché-Circus-Wanty - Jumbo-Visma - Lidl-Trek - Movistar Team - Soudal Quick-Step - Arkéa-Samsic - Team DSM-Firmenich - Team Jayco AlUla - UAE Team Emirates ProTeams (8)- Bingoal WB - Eolo-Kometa - Green Project-Bardiani CSF-Faizanè - Israel-Premier Tech - Lotto Dstny - Q36.5 Pro Cycling Team - Team Corratec-Selle Italia - TotalEnergies |
| |

## Déroulement de la course
Parti seul en tête dans une côte à 9,5 km de l'arrivée, le Belge Ilan Van Wilder (Soudal Quick-Step) maintient un écart constant d'une vingtaine de secondes sur un groupe de dix poursuivants composé des principaux favoris qui sprintent pour la deuxième place dans l'ordre suivant : Carapaz, Vlasov, Roglič et Pogačar. Van Wilder est le premier Belge à remporter cette semi-classique depuis Eddy Merckx en 1968.

## Classement final
| \| Classement général \| Classement général \| Classement général \| Classement général \| Classement général \| \| Coureur \| Coureur \| Pays \| Équipe \| Temps \| \| ------------------ \| ------------------ \| ------------------ \| --------------------- \| ------------------ \| \| 1er \| Ilan Van Wilder \| Belgique \| Soudal Quick-Step \| 4 h 36 min 11 s \| \| 2e \| Richard Carapaz \| Équateur \| EF Education-EasyPost \| + 16 s \| \| 3e \| Aleksandr Vlasov \| Bannière neutre \| Bora-Hansgrohe \| + 18 s \| \| 4e \| Primož Roglič \| Slovénie \| Jumbo-Visma \| + 18 s \| \| 5e \| Tadej Pogačar \| Slovénie \| UAE Team Emirates \| + 18 s \| \| 6e \| Michael Woods \| Canada \| Israel-Premier Tech \| + 18 s \| \| 7e \| Filippo Zana \| Italie \| Team Jayco AlUla \| + 18 s \| \| 8e \| Ion Izagirre \| Espagne \| Cofidis \| + 18 s \| \| 9e \| Carlos Rodríguez \| Espagne \| Ineos Grenadiers \| + 18 s \| \| 10e \| Ben O'Connor \| Australie \| AG2R Citroën Team \| + 18 s \| |                  |                 |                       |                 |
| |                  |                 |                       |                 |
| Source : ProCyclingStats |                  |                 |                       |                 |
| Classement général |                  |                 |                       |                 |
| Coureur | Coureur          | Pays            | Équipe                | Temps           |
| 1er | Ilan Van Wilder  | Belgique        | Soudal Quick-Step     | 4 h 36 min 11 s |
| 2e | Richard Carapaz  | Équateur        | EF Education-EasyPost | + 16 s          |
| 3e | Aleksandr Vlasov | Bannière neutre | Bora-Hansgrohe        | + 18 s          |
| 4e | Primož Roglič    | Slovénie        | Jumbo-Visma           | + 18 s          |
| 5e | Tadej Pogačar    | Slovénie        | UAE Team Emirates     | + 18 s          |
| 6e | Michael Woods    | Canada          | Israel-Premier Tech   | + 18 s          |
| 7e | Filippo Zana     | Italie          | Team Jayco AlUla      | + 18 s          |
| 8e | Ion Izagirre     | Espagne         | Cofidis               | + 18 s          |
| 9e | Carlos Rodríguez | Espagne         | Ineos Grenadiers      | + 18 s          |
| 10e | Ben O'Connor     | Australie       | AG2R Citroën Team     | + 18 s          |

## Liste des participants
| UAE Team Emirates UAD | UAE Team Emirates UAD       | UAE Team Emirates UAD |
| --------------------- | --------------------------- | --------------------- |
| Num                   | Coureur                     | Pos                   |
| 1                     | Tadej Pogačar (SLO) (route) | 5e                    |
| 2                     | Davide Formolo (ITA)        | AB                    |
| 3                     | Vegard Stake Laengen (NOR)  | AB                    |
| 4                     | Rafał Majka (POL)           | AB                    |
| 5                     | Diego Ulissi (ITA)          | 12e                   |
| 6                     | Jay Vine (AUS)              | 28e                   |
| 7                     | Adam Yates (GBR)            | 63e                   |

| AG2R Citroën Team ACT | AG2R Citroën Team ACT   | AG2R Citroën Team ACT |
| --------------------- | ----------------------- | --------------------- |
| Num                   | Coureur                 | Pos                   |
| 11                    | Andrea Vendrame (ITA)   | 18e                   |
| 12                    | Benoît Cosnefroy (FRA)  | 60e                   |
| 13                    | Felix Gall (AUT)        | AB                    |
| 14                    | Paul Lapeira (FRA)      | AB                    |
| 15                    | Ben O'Connor (AUS)      | 10e                   |
| 16                    | Bastien Tronchon (FRA)  | AB                    |
| 17                    | Lawrence Warbasse (USA) | AB                    |

| Alpecin-Deceuninck ADC | Alpecin-Deceuninck ADC  | Alpecin-Deceuninck ADC |
| ---------------------- | ----------------------- | ---------------------- |
| Num                    | Coureur                 | Pos                    |
| 21                     | Axel Laurance (FRA)     | 77e                    |
| 22                     | Tobias Bayer (AUT)      | AB                     |
| 23                     | Alex Bogna (AUS)        | AB                     |
| 24                     | Nicola Conci (ITA)      | 49e                    |
| 25                     | Xandro Meurisse (BEL)   | AB                     |
| 26                     | Jimmy Janssens (BEL)    | 80e                    |
| 27                     | Kristian Sbaragli (ITA) | 14e                    |

| Astana Qazaqstan Team AST | Astana Qazaqstan Team AST    | Astana Qazaqstan Team AST |
| ------------------------- | ---------------------------- | ------------------------- |
| Num                       | Coureur                      | Pos                       |
| 31                        | Simone Velasco (ITA) (route) | 29e                       |
| 32                        | Samuele Battistella (ITA)    | AB                        |
| 33                        | David de la Cruz (ESP)       | 41e                       |
| 34                        | Fabio Felline (ITA)          | AB                        |
| 35                        | Gianni Moscon (ITA)          | AB                        |
| 36                        | Michele Gazzoli (ITA)        | AB                        |
| 37                        | Harold Tejada (COL)          | AB                        |

| Bora-Hansgrohe BOH | Bora-Hansgrohe BOH             | Bora-Hansgrohe BOH |
| ------------------ | ------------------------------ | ------------------ |
| Num                | Coureur                        | Pos                |
| 41                 | Jai Hindley (AUS)              | 50e                |
| 42                 | Emanuel Buchmann (GER) (route) | AB                 |
| 43                 | Sergio Higuita (COL)           | 55e                |
| 44                 | Lennard Kämna (GER)            | AB                 |
| 45                 | Patrick Konrad (AUT)           | AB                 |
| 46                 | Florian Lipowitz (GER)         | 67e                |
| 47                 | Aleksandr Vlasov               | 3e                 |

| Cofidis COF | Cofidis COF            | Cofidis COF |
| ----------- | ---------------------- | ----------- |
| Num         | Coureur                | Pos         |
| 51          | Victor Lafay (FRA)     | 70e         |
| 52          | Rubén Fernández (ESP)  | 74e         |
| 53          | Simon Geschke (GER)    | AB          |
| 54          | Jesús Herrada (ESP)    | AB          |
| 55          | Ion Izagirre (ESP)     | 8e          |
| 56          | Guillaume Martin (FRA) | 35e         |
| 57          | Rémy Rochas (FRA)      | AB          |

| EF Education-EasyPost EFE | EF Education-EasyPost EFE     | EF Education-EasyPost EFE |
| ------------------------- | ----------------------------- | ------------------------- |
| Num                       | Coureur                       | Pos                       |
| 61                        | Richard Carapaz (ECU) (route) | 2e                        |
| 62                        | Esteban Chaves (COL) (route)  | 62e                       |
| 63                        | Ben Healy (IRL) (route)       | AB                        |
| 64                        | Mikkel Honoré (DEN)           | 68e                       |
| 65                        | Andrea Piccolo (ITA)          | AB                        |
| 66                        | Sean Quinn (USA)              | AB                        |
| 67                        | Rigoberto Urán (COL)          | 54e                       |

| Groupama-FDJ GFC | Groupama-FDJ GFC               | Groupama-FDJ GFC |
| ---------------- | ------------------------------ | ---------------- |
| Num              | Coureur                        | Pos              |
| 71               | Thibaut Pinot (FRA)            | 43e              |
| 72               | Romain Grégoire (FRA)          | 13e              |
| 73               | Valentin Madouas (FRA) (route) | 25e              |
| 74               | Lenny Martinez (FRA)           | 32e              |
| 75               | Rudy Molard (FRA)              | 39e              |
| 76               | Quentin Pacher (FRA)           | 61e              |
| 77               | Reuben Thompson (NZL)          | AB               |

| Ineos Grenadiers IGD | Ineos Grenadiers IGD   | Ineos Grenadiers IGD |
| -------------------- | ---------------------- | -------------------- |
| Num                  | Coureur                | Pos                  |
| 81                   | Thymen Arensman (NED)  | AB                   |
| 82                   | Salvatore Puccio (ITA) | AB                   |
| 83                   | Brandon Rivera (COL)   | AB                   |
| 84                   | Carlos Rodríguez (ESP) | 9e                   |
| 85                   | Pavel Sivakov (FRA)    | 47e                  |
| 86                   | Ben Swift (GBR)        | AB                   |
| 87                   | Ben Turner (GBR)       | 57e                  |

| Intermarché-Circus-Wanty ICW | Intermarché-Circus-Wanty ICW | Intermarché-Circus-Wanty ICW |
| ---------------------------- | ---------------------------- | ---------------------------- |
| Num                          | Coureur                      | Pos                          |
| 91                           | Lorenzo Rota (ITA)           | 21e                          |
| 92                           | Niccolò Bonifazio (ITA)      | AB                           |
| 93                           | Francesco Busatto (ITA)      | 59e                          |
| 94                           | Rui Costa (POR)              | 16e                          |
| 95                           | Alexy Faure Prost (FRA)      | 75e                          |
| 96                           | Louis Meintjes (RSA)         | AB                           |
| 97                           | Simone Petilli (ITA)         | AB                           |

| Jumbo-Visma TJV | Jumbo-Visma TJV             | Jumbo-Visma TJV |
| --------------- | --------------------------- | --------------- |
| Num             | Coureur                     | Pos             |
| 101             | Primož Roglič (SLO)         | 4e              |
| 102             | Tiesj Benoot (BEL)          | 24e             |
| 103             | Wilco Kelderman (NED)       | 17e             |
| 104             | Steven Kruijswijk (NED)     | 58e             |
| 105             | Jan Tratnik (SLO)           | AB              |
| 106             | Milan Vader (NED)           | AB              |
| 107             | Attila Valter (HUN) (route) | 26e             |

| Lidl-Trek LTK | Lidl-Trek LTK            | Lidl-Trek LTK |
| ------------- | ------------------------ | ------------- |
| Num           | Coureur                  | Pos           |
| 111           | Bauke Mollema (NED)      | 78e           |
| 112           | Julien Bernard (FRA)     | 72e           |
| 113           | Dario Cataldo (ITA)      | AB            |
| 114           | Giulio Ciccone (ITA)     | AB            |
| 115           | Filippo Baroncini (ITA)  | AB            |
| 116           | Juan Pedro López (ESP)   | AB            |
| 117           | Natnael Tesfatsion (ERI) | AB            |

| Movistar Team MOV | Movistar Team MOV                  | Movistar Team MOV |
| ----------------- | ---------------------------------- | ----------------- |
| Num               | Coureur                            | Pos               |
| 121               | Alex Aranburu (ESP)                | 51e               |
| 122               | Enric Mas (ESP)                    | 11e               |
| 123               | Gregor Mühlberger (AUT) (route)    | 79e               |
| 124               | Óscar Rodríguez Garaicoechea (ESP) | AB                |
| 125               | José Joaquín Rojas (ESP)           | AB                |
| 126               | Gonzalo Serrano (ESP)              | AB                |
| 127               | Carlos Verona (ESP)                | AB                |

| Soudal Quick-Step SOQ | Soudal Quick-Step SOQ    | Soudal Quick-Step SOQ |
| --------------------- | ------------------------ | --------------------- |
| Num                   | Coureur                  | Pos                   |
| 131                   | Julian Alaphilippe (FRA) | 81e                   |
| 132                   | Jan Hirt (CZE)           | 64e                   |
| 133                   | James Knox (GBR)         | AB                    |
| 134                   | Junior Lecerf (BEL)      | AB                    |
| 135                   | Mauri Vansevenant (BEL)  | 33e                   |
| 136                   | Ilan Van Wilder (BEL)    | 1er                   |
| 137                   | Louis Vervaeke (BEL)     | AB                    |

| Arkéa-Samsic ARK | Arkéa-Samsic ARK          | Arkéa-Samsic ARK |
| ---------------- | ------------------------- | ---------------- |
| Num              | Coureur                   | Pos              |
| 141              | Warren Barguil (FRA)      | 37e              |
| 142              | Louis Barré (FRA)         | 40e              |
| 143              | Clément Champoussin (FRA) | 23e              |
| 144              | Ewen Costiou (FRA)        | AB               |
| 145              | Kévin Vauquelin (FRA)     | 69e              |
| 146              | Kévin Ledanois (FRA)      | AB               |
| 147              | Alessandro Verre (ITA)    | AB               |

| Team DSM-Firmenich DSM | Team DSM-Firmenich DSM        | Team DSM-Firmenich DSM |
| ---------------------- | ----------------------------- | ---------------------- |
| Num                    | Coureur                       | Pos                    |
| 151                    | Romain Bardet (FRA)           | 20e                    |
| 152                    | Patrick Bevin (NZL)           | AB                     |
| 153                    | Romain Combaud (FRA)          | AB                     |
| 154                    | Chris Hamilton (AUS)          | 48e                    |
| 155                    | Jonas Iversby Hvideberg (NOR) | AB                     |
| 156                    | Florian Stork (GER)           | 52e                    |
| 157                    | Kevin Vermaerke (USA)         | AB                     |

| Team Jayco AlUla JAY | Team Jayco AlUla JAY    | Team Jayco AlUla JAY |
| -------------------- | ----------------------- | -------------------- |
| Num                  | Coureur                 | Pos                  |
| 161                  | Simon Yates (GBR)       | 38e                  |
| 162                  | Hagos Welay Berhe (ETH) | AB                   |
| 163                  | Kevin Colleoni (ITA)    | AB                   |
| 164                  | Lucas Hamilton (AUS)    | AB                   |
| 165                  | Michael Matthews (AUS)  | AB                   |
| 166                  | Matteo Sobrero (ITA)    | AB                   |
| 167                  | Filippo Zana (ITA)      | 7e                   |

| Bingoal WB BWB | Bingoal WB BWB            | Bingoal WB BWB |
| -------------- | ------------------------- | -------------- |
| Num            | Coureur                   | Pos            |
| 171            | Marco Tizza (ITA)         | AB             |
| 172            | Floris De Tier (BEL)      | AB             |
| 173            | Alexis Guérin (FRA)       | 46e            |
| 174            | Louka Matthys (BEL)       | 66e            |
| 175            | Dimitri Peyskens (BEL)    | AB             |
| 176            | Lennert Teugels (BEL)     | 65e            |
| 177            | Aaron Van der Beken (BEL) | AB             |

| Team Corratec-Selle Italia COR | Team Corratec-Selle Italia COR | Team Corratec-Selle Italia COR |
| ------------------------------ | ------------------------------ | ------------------------------ |
| Num                            | Coureur                        | Pos                            |
| 181                            | Matteo Amella (ITA)            | AB                             |
| 182                            | Valentin Darbellay (SUI)       | AB                             |
| 183                            | Antoine Debons (SUI)           | AB                             |
| 184                            | Andrii Ponomar (UKR)           | AB                             |
| 185                            | Charlie Quarterman (GBR)       | AB                             |
| 187                            | Karel Vacek (CZE)              | AB                             |

| Eolo-Kometa EOK | Eolo-Kometa EOK           | Eolo-Kometa EOK |
| --------------- | ------------------------- | --------------- |
| Num             | Coureur                   | Pos             |
| 191             | Lorenzo Fortunato (ITA)   | AB              |
| 192             | Vincenzo Albanese (ITA)   | AB              |
| 193             | Mattia Bais (ITA)         | AB              |
| 194             | Erik Fetter (HUN)         | AB              |
| 195             | Andrea Garosio (ITA)      | AB              |
| 196             | Davide Piganzoli (ITA)    | 27e             |
| 197             | Diego Pablo Sevilla (ESP) | 42e             |

| Green Project-Bardiani CSF-Faizanè GBF | Green Project-Bardiani CSF-Faizanè GBF | Green Project-Bardiani CSF-Faizanè GBF |
| -------------------------------------- | -------------------------------------- | -------------------------------------- |
| Num                                    | Coureur                                | Pos                                    |
| 201                                    | Edgar Cadena (MEX) (route)             | AB                                     |
| 202                                    | Luca Cavallo (ITA)                     | 56e                                    |
| 203                                    | Riccardo Lucca (ITA)                   | AB                                     |
| 204                                    | Martin Marcellusi (ITA)                | AB                                     |
| 205                                    | Alessio Martinelli (ITA)               | AB                                     |
| 206                                    | Vicente Rojas (CHI)                    | AB                                     |
| 207                                    | Alex Tolio (ITA)                       | 34e                                    |

| Israel-Premier Tech IPT | Israel-Premier Tech IPT  | Israel-Premier Tech IPT |
| ----------------------- | ------------------------ | ----------------------- |
| Num                     | Coureur                  | Pos                     |
| 211                     | Jakob Fuglsang (DEN)     | 73e                     |
| 212                     | Krists Neilands (LAT)    | AB                      |
| 213                     | Domenico Pozzovivo (ITA) | 36e                     |
| 214                     | Nick Schultz (AUS)       | 31e                     |
| 215                     | Dylan Teuns (BEL)        | AB                      |
| 216                     | Stephen Williams (GBR)   | 22e                     |
| 217                     | Michael Woods (CAN)      | 6e                      |

| Lotto Dstny LTD | Lotto Dstny LTD           | Lotto Dstny LTD |
| --------------- | ------------------------- | --------------- |
| Num             | Coureur                   | Pos             |
| 221             | Andreas Kron (DEN)        | 44e             |
| 222             | Sylvain Moniquet (BEL)    | AB              |
| 223             | Mathijs Paasschens (NED)  | AB              |
| 224             | Eduardo Sepúlveda (ARG)   | AB              |
| 225             | Lennert Van Eetvelt (BEL) | 53e             |
| 226             | Maxim Van Gils (BEL)      | 15e             |
| 227             | Harm Vanhoucke (BEL)      | NP              |

| Q36.5 Pro Cycling Team Q36 | Q36.5 Pro Cycling Team Q36 | Q36.5 Pro Cycling Team Q36 |
| -------------------------- | -------------------------- | -------------------------- |
| Num                        | Coureur                    | Pos                        |
| 231                        | Negasi Abreha (ETH)        | AB                         |
| 232                        | Gianluca Brambilla (ITA)   | AB                         |
| 233                        | Walter Calzoni (ITA)       | 30e                        |
| 234                        | Marcel Camprubí (ESP)      | 76e                        |
| 235                        | Mark Donovan (GBR)         | AB                         |
| 236                        | Alessandro Fedeli (ITA)    | AB                         |

| TotalEnergies TEN | TotalEnergies TEN       | TotalEnergies TEN |
| ----------------- | ----------------------- | ----------------- |
| Num               | Coureur                 | Pos               |
| 241               | Pierre Latour (FRA)     | 19e               |
| 242               | Jérémy Cabot (FRA)      | 71e               |
| 243               | Alessio Cialone (FRA)   | AB                |
| 244               | Valentin Ferron (FRA)   | AB                |
| 245               | Paul Ourselin (FRA)     | AB                |
| 246               | Mattéo Vercher (FRA)    | AB                |
| 247               | Alexis Vuillermoz (FRA) | 45e               |

| UAE Team Emirates UAD | UAE Team Emirates UAD       | UAE Team Emirates UAD |
| --------------------- | --------------------------- | --------------------- |
| Num                   | Coureur                     | Pos                   |
| 1                     | Tadej Pogačar (SLO) (route) | 5e                    |
| 2                     | Davide Formolo (ITA)        | AB                    |
| 3                     | Vegard Stake Laengen (NOR)  | AB                    |
| 4                     | Rafał Majka (POL)           | AB                    |
| 5                     | Diego Ulissi (ITA)          | 12e                   |
| 6                     | Jay Vine (AUS)              | 28e                   |
| 7                     | Adam Yates (GBR)            | 63e                   |

| AG2R Citroën Team ACT | AG2R Citroën Team ACT   | AG2R Citroën Team ACT |
| --------------------- | ----------------------- | --------------------- |
| Num                   | Coureur                 | Pos                   |
| 11                    | Andrea Vendrame (ITA)   | 18e                   |
| 12                    | Benoît Cosnefroy (FRA)  | 60e                   |
| 13                    | Felix Gall (AUT)        | AB                    |
| 14                    | Paul Lapeira (FRA)      | AB                    |
| 15                    | Ben O'Connor (AUS)      | 10e                   |
| 16                    | Bastien Tronchon (FRA)  | AB                    |
| 17                    | Lawrence Warbasse (USA) | AB                    |

| Alpecin-Deceuninck ADC | Alpecin-Deceuninck ADC  | Alpecin-Deceuninck ADC |
| ---------------------- | ----------------------- | ---------------------- |
| Num                    | Coureur                 | Pos                    |
| 21                     | Axel Laurance (FRA)     | 77e                    |
| 22                     | Tobias Bayer (AUT)      | AB                     |
| 23                     | Alex Bogna (AUS)        | AB                     |
| 24                     | Nicola Conci (ITA)      | 49e                    |
| 25                     | Xandro Meurisse (BEL)   | AB                     |
| 26                     | Jimmy Janssens (BEL)    | 80e                    |
| 27                     | Kristian Sbaragli (ITA) | 14e                    |

| Astana Qazaqstan Team AST | Astana Qazaqstan Team AST    | Astana Qazaqstan Team AST |
| ------------------------- | ---------------------------- | ------------------------- |
| Num                       | Coureur                      | Pos                       |
| 31                        | Simone Velasco (ITA) (route) | 29e                       |
| 32                        | Samuele Battistella (ITA)    | AB                        |
| 33                        | David de la Cruz (ESP)       | 41e                       |
| 34                        | Fabio Felline (ITA)          | AB                        |
| 35                        | Gianni Moscon (ITA)          | AB                        |
| 36                        | Michele Gazzoli (ITA)        | AB                        |
| 37                        | Harold Tejada (COL)          | AB                        |

| Bora-Hansgrohe BOH | Bora-Hansgrohe BOH             | Bora-Hansgrohe BOH |
| ------------------ | ------------------------------ | ------------------ |
| Num                | Coureur                        | Pos                |
| 41                 | Jai Hindley (AUS)              | 50e                |
| 42                 | Emanuel Buchmann (GER) (route) | AB                 |
| 43                 | Sergio Higuita (COL)           | 55e                |
| 44                 | Lennard Kämna (GER)            | AB                 |
| 45                 | Patrick Konrad (AUT)           | AB                 |
| 46                 | Florian Lipowitz (GER)         | 67e                |
| 47                 | Aleksandr Vlasov               | 3e                 |

| Cofidis COF | Cofidis COF            | Cofidis COF |
| ----------- | ---------------------- | ----------- |
| Num         | Coureur                | Pos         |
| 51          | Victor Lafay (FRA)     | 70e         |
| 52          | Rubén Fernández (ESP)  | 74e         |
| 53          | Simon Geschke (GER)    | AB          |
| 54          | Jesús Herrada (ESP)    | AB          |
| 55          | Ion Izagirre (ESP)     | 8e          |
| 56          | Guillaume Martin (FRA) | 35e         |
| 57          | Rémy Rochas (FRA)      | AB          |

| EF Education-EasyPost EFE | EF Education-EasyPost EFE     | EF Education-EasyPost EFE |
| ------------------------- | ----------------------------- | ------------------------- |
| Num                       | Coureur                       | Pos                       |
| 61                        | Richard Carapaz (ECU) (route) | 2e                        |
| 62                        | Esteban Chaves (COL) (route)  | 62e                       |
| 63                        | Ben Healy (IRL) (route)       | AB                        |
| 64                        | Mikkel Honoré (DEN)           | 68e                       |
| 65                        | Andrea Piccolo (ITA)          | AB                        |
| 66                        | Sean Quinn (USA)              | AB                        |
| 67                        | Rigoberto Urán (COL)          | 54e                       |

| Groupama-FDJ GFC | Groupama-FDJ GFC               | Groupama-FDJ GFC |
| ---------------- | ------------------------------ | ---------------- |
| Num              | Coureur                        | Pos              |
| 71               | Thibaut Pinot (FRA)            | 43e              |
| 72               | Romain Grégoire (FRA)          | 13e              |
| 73               | Valentin Madouas (FRA) (route) | 25e              |
| 74               | Lenny Martinez (FRA)           | 32e              |
| 75               | Rudy Molard (FRA)              | 39e              |
| 76               | Quentin Pacher (FRA)           | 61e              |
| 77               | Reuben Thompson (NZL)          | AB               |

| Ineos Grenadiers IGD | Ineos Grenadiers IGD   | Ineos Grenadiers IGD |
| -------------------- | ---------------------- | -------------------- |
| Num                  | Coureur                | Pos                  |
| 81                   | Thymen Arensman (NED)  | AB                   |
| 82                   | Salvatore Puccio (ITA) | AB                   |
| 83                   | Brandon Rivera (COL)   | AB                   |
| 84                   | Carlos Rodríguez (ESP) | 9e                   |
| 85                   | Pavel Sivakov (FRA)    | 47e                  |
| 86                   | Ben Swift (GBR)        | AB                   |
| 87                   | Ben Turner (GBR)       | 57e                  |

| Intermarché-Circus-Wanty ICW | Intermarché-Circus-Wanty ICW | Intermarché-Circus-Wanty ICW |
| ---------------------------- | ---------------------------- | ---------------------------- |
| Num                          | Coureur                      | Pos                          |
| 91                           | Lorenzo Rota (ITA)           | 21e                          |
| 92                           | Niccolò Bonifazio (ITA)      | AB                           |
| 93                           | Francesco Busatto (ITA)      | 59e                          |
| 94                           | Rui Costa (POR)              | 16e                          |
| 95                           | Alexy Faure Prost (FRA)      | 75e                          |
| 96                           | Louis Meintjes (RSA)         | AB                           |
| 97                           | Simone Petilli (ITA)         | AB                           |

| Jumbo-Visma TJV | Jumbo-Visma TJV             | Jumbo-Visma TJV |
| --------------- | --------------------------- | --------------- |
| Num             | Coureur                     | Pos             |
| 101             | Primož Roglič (SLO)         | 4e              |
| 102             | Tiesj Benoot (BEL)          | 24e             |
| 103             | Wilco Kelderman (NED)       | 17e             |
| 104             | Steven Kruijswijk (NED)     | 58e             |
| 105             | Jan Tratnik (SLO)           | AB              |
| 106             | Milan Vader (NED)           | AB              |
| 107             | Attila Valter (HUN) (route) | 26e             |

| Lidl-Trek LTK | Lidl-Trek LTK            | Lidl-Trek LTK |
| ------------- | ------------------------ | ------------- |
| Num           | Coureur                  | Pos           |
| 111           | Bauke Mollema (NED)      | 78e           |
| 112           | Julien Bernard (FRA)     | 72e           |
| 113           | Dario Cataldo (ITA)      | AB            |
| 114           | Giulio Ciccone (ITA)     | AB            |
| 115           | Filippo Baroncini (ITA)  | AB            |
| 116           | Juan Pedro López (ESP)   | AB            |
| 117           | Natnael Tesfatsion (ERI) | AB            |

| Movistar Team MOV | Movistar Team MOV                  | Movistar Team MOV |
| ----------------- | ---------------------------------- | ----------------- |
| Num               | Coureur                            | Pos               |
| 121               | Alex Aranburu (ESP)                | 51e               |
| 122               | Enric Mas (ESP)                    | 11e               |
| 123               | Gregor Mühlberger (AUT) (route)    | 79e               |
| 124               | Óscar Rodríguez Garaicoechea (ESP) | AB                |
| 125               | José Joaquín Rojas (ESP)           | AB                |
| 126               | Gonzalo Serrano (ESP)              | AB                |
| 127               | Carlos Verona (ESP)                | AB                |

| Soudal Quick-Step SOQ | Soudal Quick-Step SOQ    | Soudal Quick-Step SOQ |
| --------------------- | ------------------------ | --------------------- |
| Num                   | Coureur                  | Pos                   |
| 131                   | Julian Alaphilippe (FRA) | 81e                   |
| 132                   | Jan Hirt (CZE)           | 64e                   |
| 133                   | James Knox (GBR)         | AB                    |
| 134                   | Junior Lecerf (BEL)      | AB                    |
| 135                   | Mauri Vansevenant (BEL)  | 33e                   |
| 136                   | Ilan Van Wilder (BEL)    | 1er                   |
| 137                   | Louis Vervaeke (BEL)     | AB                    |

| Arkéa-Samsic ARK | Arkéa-Samsic ARK          | Arkéa-Samsic ARK |
| ---------------- | ------------------------- | ---------------- |
| Num              | Coureur                   | Pos              |
| 141              | Warren Barguil (FRA)      | 37e              |
| 142              | Louis Barré (FRA)         | 40e              |
| 143              | Clément Champoussin (FRA) | 23e              |
| 144              | Ewen Costiou (FRA)        | AB               |
| 145              | Kévin Vauquelin (FRA)     | 69e              |
| 146              | Kévin Ledanois (FRA)      | AB               |
| 147              | Alessandro Verre (ITA)    | AB               |

| Team DSM-Firmenich DSM | Team DSM-Firmenich DSM        | Team DSM-Firmenich DSM |
| ---------------------- | ----------------------------- | ---------------------- |
| Num                    | Coureur                       | Pos                    |
| 151                    | Romain Bardet (FRA)           | 20e                    |
| 152                    | Patrick Bevin (NZL)           | AB                     |
| 153                    | Romain Combaud (FRA)          | AB                     |
| 154                    | Chris Hamilton (AUS)          | 48e                    |
| 155                    | Jonas Iversby Hvideberg (NOR) | AB                     |
| 156                    | Florian Stork (GER)           | 52e                    |
| 157                    | Kevin Vermaerke (USA)         | AB                     |

| Team Jayco AlUla JAY | Team Jayco AlUla JAY    | Team Jayco AlUla JAY |
| -------------------- | ----------------------- | -------------------- |
| Num                  | Coureur                 | Pos                  |
| 161                  | Simon Yates (GBR)       | 38e                  |
| 162                  | Hagos Welay Berhe (ETH) | AB                   |
| 163                  | Kevin Colleoni (ITA)    | AB                   |
| 164                  | Lucas Hamilton (AUS)    | AB                   |
| 165                  | Michael Matthews (AUS)  | AB                   |
| 166                  | Matteo Sobrero (ITA)    | AB                   |
| 167                  | Filippo Zana (ITA)      | 7e                   |

| Bingoal WB BWB | Bingoal WB BWB            | Bingoal WB BWB |
| -------------- | ------------------------- | -------------- |
| Num            | Coureur                   | Pos            |
| 171            | Marco Tizza (ITA)         | AB             |
| 172            | Floris De Tier (BEL)      | AB             |
| 173            | Alexis Guérin (FRA)       | 46e            |
| 174            | Louka Matthys (BEL)       | 66e            |
| 175            | Dimitri Peyskens (BEL)    | AB             |
| 176            | Lennert Teugels (BEL)     | 65e            |
| 177            | Aaron Van der Beken (BEL) | AB             |

| Team Corratec-Selle Italia COR | Team Corratec-Selle Italia COR | Team Corratec-Selle Italia COR |
| ------------------------------ | ------------------------------ | ------------------------------ |
| Num                            | Coureur                        | Pos                            |
| 181                            | Matteo Amella (ITA)            | AB                             |
| 182                            | Valentin Darbellay (SUI)       | AB                             |
| 183                            | Antoine Debons (SUI)           | AB                             |
| 184                            | Andrii Ponomar (UKR)           | AB                             |
| 185                            | Charlie Quarterman (GBR)       | AB                             |
| 187                            | Karel Vacek (CZE)              | AB                             |

| Eolo-Kometa EOK | Eolo-Kometa EOK           | Eolo-Kometa EOK |
| --------------- | ------------------------- | --------------- |
| Num             | Coureur                   | Pos             |
| 191             | Lorenzo Fortunato (ITA)   | AB              |
| 192             | Vincenzo Albanese (ITA)   | AB              |
| 193             | Mattia Bais (ITA)         | AB              |
| 194             | Erik Fetter (HUN)         | AB              |
| 195             | Andrea Garosio (ITA)      | AB              |
| 196             | Davide Piganzoli (ITA)    | 27e             |
| 197             | Diego Pablo Sevilla (ESP) | 42e             |

| Green Project-Bardiani CSF-Faizanè GBF | Green Project-Bardiani CSF-Faizanè GBF | Green Project-Bardiani CSF-Faizanè GBF |
| -------------------------------------- | -------------------------------------- | -------------------------------------- |
| Num                                    | Coureur                                | Pos                                    |
| 201                                    | Edgar Cadena (MEX) (route)             | AB                                     |
| 202                                    | Luca Cavallo (ITA)                     | 56e                                    |
| 203                                    | Riccardo Lucca (ITA)                   | AB                                     |
| 204                                    | Martin Marcellusi (ITA)                | AB                                     |
| 205                                    | Alessio Martinelli (ITA)               | AB                                     |
| 206                                    | Vicente Rojas (CHI)                    | AB                                     |
| 207                                    | Alex Tolio (ITA)                       | 34e                                    |

| Israel-Premier Tech IPT | Israel-Premier Tech IPT  | Israel-Premier Tech IPT |
| ----------------------- | ------------------------ | ----------------------- |
| Num                     | Coureur                  | Pos                     |
| 211                     | Jakob Fuglsang (DEN)     | 73e                     |
| 212                     | Krists Neilands (LAT)    | AB                      |
| 213                     | Domenico Pozzovivo (ITA) | 36e                     |
| 214                     | Nick Schultz (AUS)       | 31e                     |
| 215                     | Dylan Teuns (BEL)        | AB                      |
| 216                     | Stephen Williams (GBR)   | 22e                     |
| 217                     | Michael Woods (CAN)      | 6e                      |

| Lotto Dstny LTD | Lotto Dstny LTD           | Lotto Dstny LTD |
| --------------- | ------------------------- | --------------- |
| Num             | Coureur                   | Pos             |
| 221             | Andreas Kron (DEN)        | 44e             |
| 222             | Sylvain Moniquet (BEL)    | AB              |
| 223             | Mathijs Paasschens (NED)  | AB              |
| 224             | Eduardo Sepúlveda (ARG)   | AB              |
| 225             | Lennert Van Eetvelt (BEL) | 53e             |
| 226             | Maxim Van Gils (BEL)      | 15e             |
| 227             | Harm Vanhoucke (BEL)      | NP              |

| Q36.5 Pro Cycling Team Q36 | Q36.5 Pro Cycling Team Q36 | Q36.5 Pro Cycling Team Q36 |
| -------------------------- | -------------------------- | -------------------------- |
| Num                        | Coureur                    | Pos                        |
| 231                        | Negasi Abreha (ETH)        | AB                         |
| 232                        | Gianluca Brambilla (ITA)   | AB                         |
| 233                        | Walter Calzoni (ITA)       | 30e                        |
| 234                        | Marcel Camprubí (ESP)      | 76e                        |
| 235                        | Mark Donovan (GBR)         | AB                         |
| 236                        | Alessandro Fedeli (ITA)    | AB                         |

| TotalEnergies TEN | TotalEnergies TEN       | TotalEnergies TEN |
| ----------------- | ----------------------- | ----------------- |
| Num               | Coureur                 | Pos               |
| 241               | Pierre Latour (FRA)     | 19e               |
| 242               | Jérémy Cabot (FRA)      | 71e               |
| 243               | Alessio Cialone (FRA)   | AB                |
| 244               | Valentin Ferron (FRA)   | AB                |
| 245               | Paul Ourselin (FRA)     | AB                |
| 246               | Mattéo Vercher (FRA)    | AB                |
| 247               | Alexis Vuillermoz (FRA) | 45e               |